# スヴェトラーナ・アルパース
スヴェトラーナ・アルパース (Svetlana Leontief Alpers、1936年2月10日 - ) は、17世紀オランダ絵画を専門とするアメリカの美術史家。ルーベンスやヴェラスケスを扱った論考によって、早くから世界的名声を博した。T. J. クラークやマイケル・バクサンドールとともに古い美術史学の刷新をめざす潮流「ニュー・アート・ヒストリー」を主導、またアメリカの美術行政においても重要な役割を果たした。

## 経歴
1936年、アメリカのマサチューセッツ州ケンブリッジに生まれる。父親のワシリー・レオンチェフは経済学者で、のちにノーベル経済学賞を受賞している。
ラドクリフ・カレッジを卒業後に結婚、ヴァザーリの絵画叙述法（エクフラシス）に焦点をさだめた論文をアルパース姓で発表したのち（1960年）、カリフォルニア大学バークレー校助教授に就任（1962年）。ルーベンス作品の分析によってハーバード大学から博士号授与（1965年）。バークレー校で教授に就任したのち、アメリカ美術史学会理事を務める（1971年-1976年）。
伝統的な分析手法を習得した篤実な美術史家としての評価が高かったアルパースは、70年代後半から理論家としての傾向を強める。とりわけ創刊メンバーとして関わった雑誌『表象』 (Representations) では、M・フーコーの強烈な影響がみえる論文において、イコノロジーを中心とする旧来の美術史学が絵画作品の「意味」に拘泥するあまり、視覚表現そのものに向き合うことを回避してきたと厳しく批判、美術史学の枠を超えて注目されるようになった。『描写の芸術：17世紀オランダ絵画』 (1983年) では、十七世紀オランダ絵画の表象構造が、当時の光学や文学など認知と表現にかかわる領域との連携の上に成り立っていたと主張。美術史家からの強い批判を受けながらも、「ニュー・アート・ヒストリー」の主導者としての評価を確立した。
以後は『表象』誌での活躍のほか、30年以上にわたってカリフォルニア大学バークレー校の教授をつとめ、長く米国発の視覚文化研究の中心的存在でありつづけた。美術家としての活動でも知られており、退官後に発表された数点の作品は、ニューヨーク近代美術館が所蔵している。

## 著作
- The decoration of the Torre de la Parada, Phaidon, 1970. (Corpus Rubenianum Ludwig Burchard; pt. 9)
- The Art of Describing: Dutch Art in the Seventeenth Century, Chicago UP, 1983.
  - 『描写の芸術　一七世紀のオランダ絵画』 幸福輝訳、ありな書房, 1993.
- Rembrandt's Enterprise: the Studio and the Market, Chicago UP, 1988.
- Tiepolo and the Pictorial Intelligence (with Michael Baxandall), Yale UP, 1994.
- The Making of Rubens, Yale UP, 1995.
- The Vexation of Art: Velazques and Others, Yale UP, 2007.

## 主要論文
- "Ekphrasis and aesthetic attitudes in Vasari's Lives," Journal of the Warburg and Courtauld Institutes, v.23 (1960) p.190-215.
- “Manner and meaning in some Rubens mythologies," Journal of the Warburg and Courtauld Institutes, v.30 (1967) p.272-95.
- "Describe or narrate? A problem in realistic representation," New literary history, v.8 (1976-77) p.15-41.
- "Is art history?" Daedalus, v.106:3 (Summer 1977) p.1-13.
- "Seeing as knowing: a Dutch connection," Humanities in society, v.1 (1978) p.147-73.
- "Style is what you make it: the visual arts once again," in The concept of style, ed. by Berel Lang, U. of Pennsylvania Pr., 1979, p.95-117 (Rev. ed., Cornell UP, 1987).
- "Art history and its exclusions: the example of Dutch art," in Feminism and Art History: Questioning the Litany, ed. by Norma Broude and Mary D. Garrard, Harper & Row, 1982, p.183-99.
- "Interpretation without Representation, or, the Viewing of Las Meninas," Representations, v.1:1 (1983) p.31-42.